# Calçot
Calçot är en odlad sort (grupp) av växtarten lök som odlas i det inre av Katalonien (Spanien). Den är speciell för hela den västra zonen, som omfattar Ebroområdet och comarcan Alt Camp.
Calçot de Valls har skyddad ursprungsbeteckning och karakteriseras av en längd av 15–25 cm (den vita delen) och en diameter, mätt 5 cm från rötterna, av mellan 1,7 och 2,5 cm.
Calçotlöken är basen i den typiska rätten calçotada i det katalanska köket. Den äts mycket i slutet av vintern med en romescosås, och kompletterad med en andra rätt bestående av kött och typiska butifarra.

## Namnets ursprung
Namnet Calçot, som är katalanska, kommer av att man vid odlingen täcker över de små plantorna med jord ("calçar la terra sobre la planta"). Detta gör man för att få en vit stjälk på 20–25 centimeters längd.

## Ursprung
Ursprunget till calçots är föremål för debatt. Enligt en av de mer allmänt accepterade versionerna gjordes upptäckten av Xat de Banigues, en lantbrukare i slutet av 1800-talet i Valls (Katalonien), som genom förbiseende, lagade till några lökar över en eld som överhettades. Lökarna brändes helt och hållet på utsidan. I stället för att kasta bort dem, skalade han av de brända yttre skalen, och upptäckte att lökarnas inre delar var mycket mjälla och delikata. 

## Odling
Man får lökarna genom frösådd. Fröna sås i slutet av vintern, smålökarna sätts om på våren och man samlar in lökarna på sommaren. I mitten av september kan man plantera lökarna i jord och allt eftersom de växer kupar man över med jord, så de håller sig vita.
Odling av calçot är vanligt i kommunerna runt Tarragona nära havet och med milda vintrar. Men man odlar även i inlandet, i områden som inte har sträng vinter. Dessa lökar plockas något senare än de som vuxit i områden närmare havet.
År 2011 som var ett gott skördeår uppgick produktionen till sammanlagt 9 000 ton, fördelat på cirka 50 producenter.

## Kvalitetssäkring
För att säkerställa kvaliteten hos framtida odlingar har en intresseförening bildats, IGP Calçots de Valls, inom Fundació de Miquel Agustí. Man utför genetiska studier för att öka kvaliteten och produktionen och välja ut de bästa fröna för att förhindra att kvaliteten försämras i framtiden.